# صور لأطفاله
صور لأطفاله (بالإنجليزية: Portraits of His Children)‏ هي المجموعة القصصية السادسة للمؤلف جورج ر. ر. مارتن. تم نشر المجموعة لأول مرة في يوليو 1987 بواسطة دارك هارفيست. تحتوي على 11 قصة قصيرة.
تميزت النسخة ذات الغلاف المقوى بأعمال فنية داخلية للرسامين فال لاكي ليندان ورون ليندان.
قصة العنوان، التي نُشرت في الأصل في نوفمبر 1985 في الخيال العلمي لأسيموف، فازت بجائزة نيبولا لأفضل رواية لعام 1986 واستطلاع قراء وقائع الخيال العلمي، وتم ترشيحها لجائزة هوغو لأفضل رواية.

## المحتويات
| #  | العنوان                     | العام | الملاحظات                               |
| -- | --------------------------- | ----- | --------------------------------------- |
| 1  | «وقت الإغلاق»               | 1982  |                                         |
| 2  | «الزهرة الزجاجية»           | 1986  | رواية                                   |
| 3  | تنين الجليد                 | 1980  | رواية                                   |
| 4  | «في الأراضي المفقودة»       | 1982  |                                         |
| 5  | «لعبة السوبر بول الأخيرة»   | 1975  | رواية                                   |
| 6  | «الأغاني الوحيدة للرين دور» | 1976  | سبق نشره في أغاني النجوم والظلال (1977) |
| 7  | «صور لأبنائه»               | 1985  | رواية                                   |
| 8  | «تحت الحصار»                | 1985  | رواية                                   |
| 9  | «الاختلافات غير السليمة     | 1982  | رواية                                   |
| 10 | «مع الصباح يأتي الخطأ»      | 1973  | سبق نشره في أغنية من أجل ليا (1976)     |
| 11 | «النوع الثاني من الوحدة»    | 1972  | سبق نشره في أغنية من أجل ليا (1976)     |